# محمد بهرامی (سیاسمتدار)
محمد بهرامی (۱۲۷۷–۱۳۴۵) یک سیاستمدار کمونیست ایرانی بود. بهرامی به گروه پنجاه و سه نفر تعلق داشت و از اعضای ارشد حزب توده ایران بود. وی یکی از اعضای کمیته اجرایی حزب بود و در زمان تبعید رضا رادمنش، هنگامی که حزب توده غیرقانونی اعلام شد، به عنوان دبیر اول به عنوان سرپرست خدمت می‌کرد. وی در سال ۱۳۳۳ زندانی شد و در سال ۱۳۳۵ آزاد شد. اندکی بعد، بر اثر دیابت که سالها از آن رنج می‌برد، درگذشت.